# Беденик
45°49′ пн. ш. 17°00′ сх. д. / 45.82° пн. ш. 17.00° сх. д.
Беденик (хорв. Bedenik) — населений пункт у Хорватії, у Б'єловарсько-Білогорській жупанії у складі громади Нова Рача.

## Населення
Населення за даними перепису 2011 року становило 461 осіб.
Динаміка чисельності населення поселення: